# 莖鼻擬鮟鱇
莖鼻擬鮟鱇（学名：Lophiodes caulinaris），為輻鰭魚綱鮟鱇目鮟鱇亞目鮟鱇科的其中一種，分布於東太平洋區，從加利福尼亞灣至秘魯海域，棲息深度15-311公尺，體長可達40公分，生活在大陸棚及大陸坡，為底棲性魚類，屬肉食性，生活習性不明。

## 擴展閱讀
維基物種上的相關：莖鼻擬鮟鱇